# Groß-Zimmern
Pour les articles homonymes, voir Zimmern.
Groß-Zimmern est une municipalité allemande située dans le land de la Hesse et l'arrondissement de Darmstadt-Dieburg.